# کفشک باله‌سیاه
کفشک باله‌سیاه (نام علمی: Glyptocephalus stelleri) نام یک گونه از تیره کفشک‌ماهیان راست‌روی است.